# Glenn Micallef
Glenn Micallef (ur. 30 lipca 1989) – maltański urzędnik i polityk, szef sekretariatu premiera Roberta Abeli (2020–2024), komisarz europejski ds. sprawiedliwości międzypokoleniowej, młodzieży, kultury i sportu (od 2024).

## Życiorys
Ukończył studia z zakresu handlu i ekonomii na Uniwersytecie Maltańskim. Na tej samej uczelni uzyskał magisterium z polityki europejskiej, prawa i ekonomii. Kształcił się także w Kolegium Europejskim w Brugii, był też uczestnikiem organizowanego przez francuskie ministerstwo spraw zagranicznych programu Future Leaders Invitation Programme (PIPA). Był przewodniczącym powiązanej z Partią Pracy studenckiej organizacji Pulse. Pracował początkowo we frakcji Postępowego Sojuszu Socjalistów i Demokratów w Parlamencie Europejskim. Następnie dołączył do maltańskiego ministerstwa spraw zagranicznych, był analitykiem, a następnie kierownikiem jednostki zajmującej się przygotowaniami do maltańskiej prezydencji w Radzie UE. W 2017 został mianowany dyrektorem generalnym departamentu koordynacji spraw europejskich w resorcie. Objął też kierownictwo zespołu zajmującego się kwestią brexitu.
W styczniu 2020 został doradcą premiera Roberta Abeli do spraw europejskich, wchodził w skład zespołu negocjującego wysokość przypadających Malcie funduszy unijnych. W listopadzie 2020 został szefem sekretariatu premiera, zastępując na tym stanowisku Clyde’a Caruanę. Zrezygnował z tej funkcji w czerwcu 2024.
W lipcu tego samego roku został wskazany przez premiera jako maltański kandydat do nowej Komisji Europejskiej. Dołączył do drugiej KE kierowanej przez Ursulę von der Leyen (z kadencją od 1 grudnia 2024) jako komisarz do spraw sprawiedliwości międzypokoleniowej, młodzieży, kultury i sportu.